# Défenseur du citoyen (Grèce)
Pour les articles homonymes, voir Défenseur du citoyen.
Le défenseur du citoyen (Συνήγορος του Πολίτη) est l'ombudsman de la République hellénique. Cette fonction a été créée en 1998.

## Liste des défenseurs du citoyen
- 2003-2010 : Geórgios Kamínis
- 1998–2003 : Nikiforos Diamandouros